# Phantasmagoria (Computerspiel)
Phantasmagoria (vom griech. Phantasmagorie = Wahnbild, Gaukelbild) ist ein 1995 für MS-DOS, Windows, Mac OS und Sega Saturn veröffentlichtes Horroradventure des amerikanischen Entwicklerstudios Sierra Entertainment. Die Welt von Phantasmagoria dreht sich um Dämonen, böse Geister und Außerirdische, die von den tapferen Helden besiegt werden müssen. Die Rahmenhandlung wurde von Sierra-Gründerin Roberta Williams entwickelt. 1996 erschien der Nachfolger Phantasmagoria 2: Labor des Grauens.

## Handlung
Adrienne Delaney und ihr Mann Donald Gordon haben sich ein altes viktorianisches Haus auf einer kleinen Insel in Neu-England gekauft. Adrienne beginnt gleich mit der Erforschung ihrer neuen Umgebung. Dabei stößt sie auf verschlossene Türen und andere ungewöhnliche Begebenheiten. Eines Tages entdeckt sie eine geheime Kapelle im hinteren Teil des Hauses. Dabei befreit sie einen Dämon. Dieser ergreift sofort Besitz von ihrem Ehemann Don. Der Traum vom glücklichen Leben ist augenblicklich vorbei. Don ist ständig aggressiv und bekommt immer schlimmer werdende Ausfälle, beispielsweise vergewaltigt er seine Ehefrau. Aber auch Adrienne erlebt viele grausame Visionen schrecklicher Morde in den Spiegeln. Nach und nach wird ihr klar, dass ihr Haus eine grausame Vergangenheit hat. Der Hausherr, der vorher hier lebte, hatte seine fünf Ehefrauen auf bestialische Weise umgebracht.

## Spielprinzip
Phantasmagoria ist ein Adventure mit Point-and-Click-Steuerung, bei dem sich die Lösung des Spiels hauptsächlich auf Arbeiten mit Gegenständen in einem Inventar und die Erforschung der Gegend ausrichtet. Dabei ist der Verstand des Spielers gefragt. Zur Lösung des Spiels müssen düstere Räume und gespenstische Häuser erforscht werden.

## Entwicklung

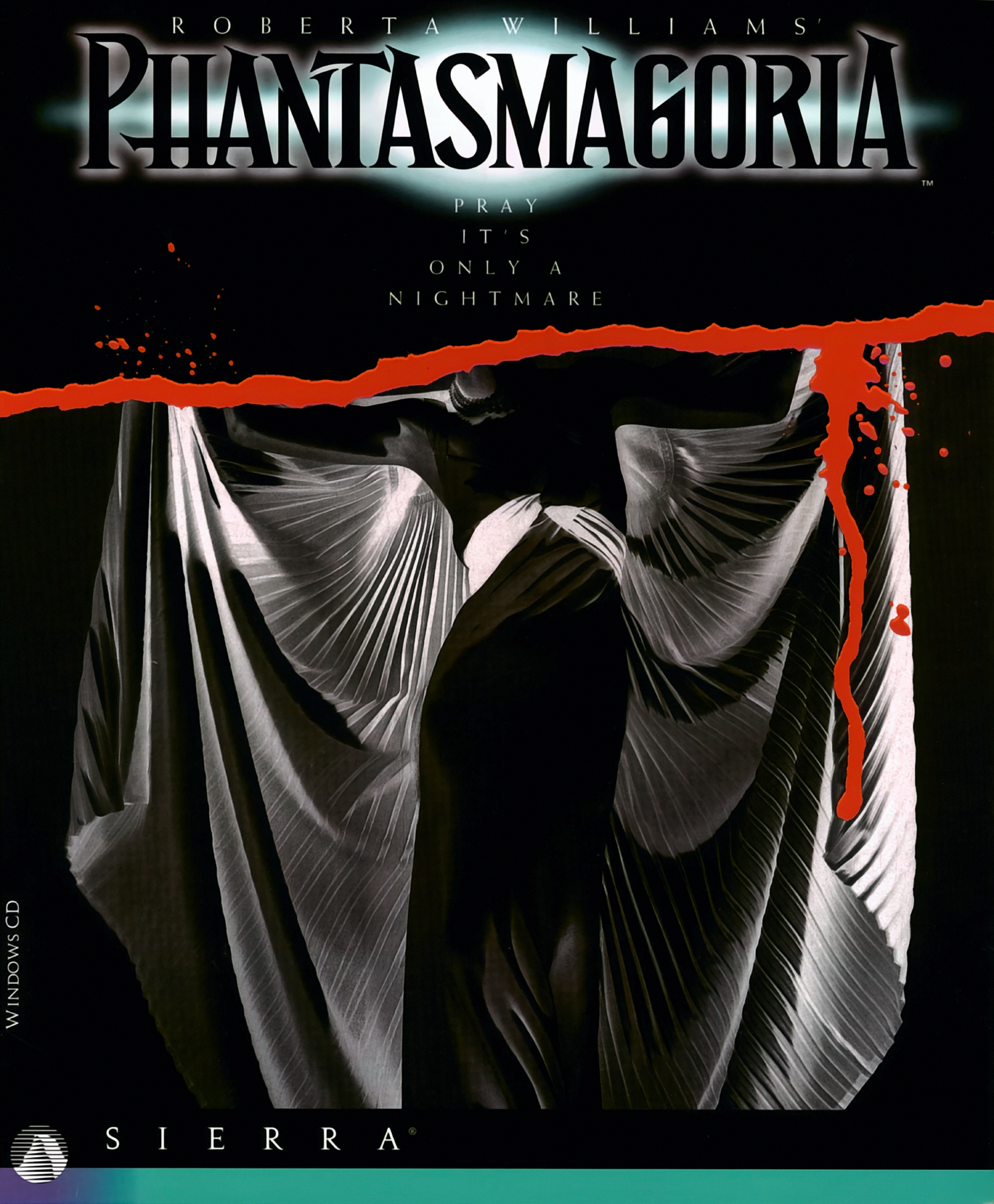
Spielverpackung

Die Handlung des Spiels stammt von Roberta Williams. Sie zeigt deutliche Anleihen bei Geschichten von H. P. Lovecraft und dem Film Shining (1980).
Das Spiel war rund zwei Jahre in der Entwicklung und hatte ein Entwicklungsbudget von vier Millionen US-Dollar. Neben Wing Commander 3 war es eines der ersten Spiele mit echten Schauspielern. Es wurde vollständig in einem Blue-Board-Studio virtuell aufgezeichnet. Zur Besetzung zählten unter anderem Victoria Morsell, David Homb, Robert Miano, Stella Stevens und Karl Neimiec. Die Hintergründe wurden mit Rechnern von Silicon Graphics gerendert. Insgesamt belegt das Spiel sieben CD-ROMs.
Aufgrund einiger sehr gewaltvoller Szenen erhielt das Spiel von der USK die Kennzeichnung „Nicht freigegeben unter 18 Jahren“. In den USA erhielt das Spiel das ESRB-Rating „Mature“ (ab 17 Jahren) wegen starkem sexuellen Inhalt und realistischer Gewalt und Brutalität.
In Japan erschien 1997 eine Umsetzung des ersten Spiels für die Videospielkonsole Sega Saturn. Das von Sierra Pioneer Inc. und Infini Entertainment Technology Inc. entwickelte Spiel wurde von der Outrigger Corporation unter dem Namen Phantasm veröffentlicht.

## Rezeption
Die Wertungen des Spiels waren durchmischt.

„Aber selbst die etwas unglückliche Schlußkonstruktion kann nichts mehr daran ändern, daß Sierra mit diesem Titel ein so großer Wurf geglückt ist, daß man bei Lucas Arts seine liebe Mühe mit der Aufholjagd haben wird. Story und handwerkliche Ausführung sind einfach überzeugend, nur mit den inhaltlich zwar immer gerechtfertigten, aber dennoch arg schaurigen Schockeffekten muß man halt leben (und danach noch schlafen) können.“

„Von Sierra seit beinahe zwei Jahren als Revolution der interaktiven Unterhaltung angepriesen, entpuppt sich ‘Phantasmagoria’ als technisch und inhaltlich im besten Fall zweitrangiges Produkt. So ist es z. B. nicht gelungen, die Figuren optisch glaubwürdig in die Renderkulissen einzubauen. […] Die Rätsel beschränken sich größtenteils darauf, einen neuen Handlungsort aufzusuchen und dort die anwesenden Personen anzusprechen. Inhaltlich rührt Roberta Williams eine verquaste Genre-Mixtur an und bemüht so ziemlich jedes dumme Horrorfilm-Klischee.“

An seinem Startwochenende verkaufte sich Phantasmagoria 300.000 Mal und machte damit einen Umsatz von zwölf Millionen US-Dollar. Es erreichte Platz eins der CD-Verkaufscharts in den USA. Kurz vor Veröffentlichung des Nachfolgers bezeichnete Sierra das Spiel als seinen bislang größten Verkaufserfolg. 1996 in Cannes, Frankreich als bestes Spiel mit der Milia d’Or (Goldene Milia) ausgezeichnet.
Nach den beiden Phantasmagoria-Titeln erschienen auch noch andere Adventures, die von Schauspielern vor Kulissen verfilmt wurden, wie Die Versuchung, Byzantine – Tod in Istanbul oder das Sierra-eigene The Beast Within: A Gabriel Knight Mystery.
Im Jahr 1998 erschien das gleichnamige Buch zum PC-Spiel, geschrieben von Steve Whitton.